# Table tournante (spiritisme)
Pour les articles homonymes, voir Table tournante.

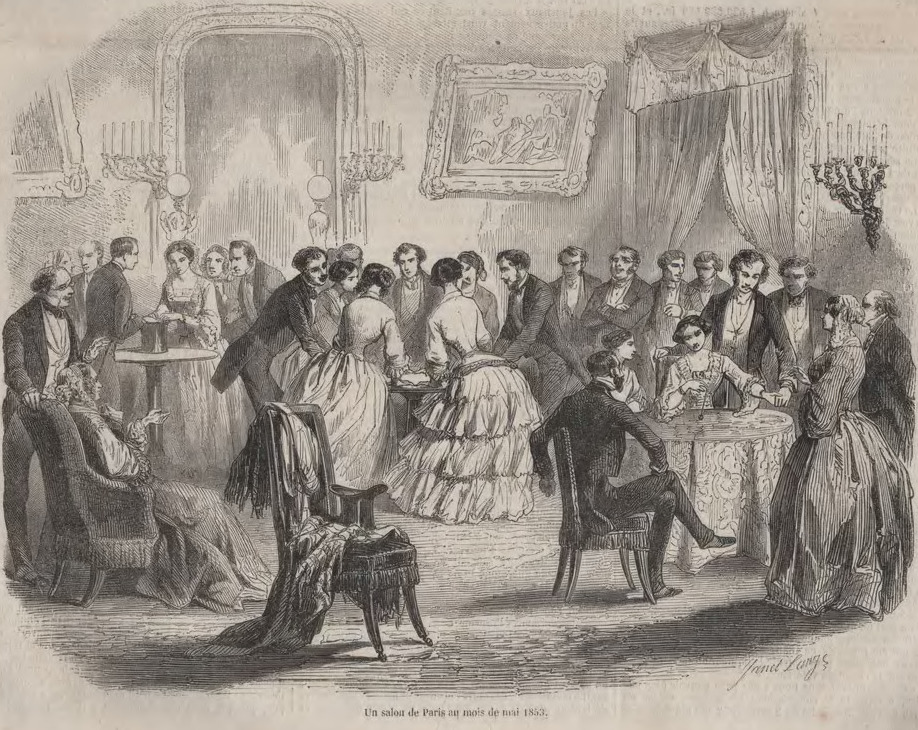
Salon parisien avec tables tournantes (magazine L'Illustration en 1853).

La pratique des tables tournantes est un procédé paranormal censé mettre en relation avec des esprits de l'au-delà. Les participants s'assoient ou se tiennent debout autour d'une table (voir l'illustration ci-jointe) et placent leurs mains dessus invoquant l'esprit d'une personne décédée. Celui-ci est censé leur répondre en faisant bouger la table par une giration, un mouvement, ou par un coup frappé. Les « tables tournantes » sont une mode passagère qui va faire place aux « tables parlantes », puis à l'essor du spiritisme à travers la « philosophie spirite » d'Allan Kardec,
La table Girardin, nommée ainsi en souvenir de Mme Delphine de Girardin, amie de Victor Hugo et femme d'esprit dans tous les sens du terme, était un guéridon dont le centre était équipé d'un cercle mobile en bois de 30 ou 40 cm de diamètre monté sur un axe. Sur la circonférence de ce cercle étaient inscrits les lettres de l'alphabet, les chiffres, ainsi que « oui » et « non » ; cet ensemble tournait devant une aiguille fixe. Le ou la médium plaçait ses mains à plat sur la table et posait des questions à l'esprit. Celui-ci était censé faire tourner le cercle qui s'arrêtait devant l'aiguille, donnant ainsi le caractère voulu par l'esprit afin de composer des phrases qui étaient recopiées par un secrétaire.

## Description de la pratique
Les « tables tournantes » diffèrent des « tables parlantes » qui étaient censées communiquer un message à l'aide de coups frappés ou typtologie. Par exemple un coup pour « oui », deux coups pour « non ». Une variante consistait en l'épellation des lettres de l'alphabet, la table signalant la lettre choisie en donnant un coup,.
D'après les sources de l'époque, les tables tournantes se manifesteraient par des effets sensibles, tels que les bruits, le mouvement et le déplacement des corps solides. L'un des premiers effets observés consistait dans un mouvement circulaire imprimé à une table, probablement un guéridon, mais cet effet pouvait être observé sur d'autres objets, comme un chapeau haut-de-forme par exemple (voir illustration ci-dessus). Cette mode des salons mondains laissa très rapidement place à des moyens de communication plus complexes comme la typtologie, puis la psychographie directe (l'écriture automatique/ mécanique et ses variantes), ainsi qu'à la psychographie indirecte, comme la « table-Girardin », le ouija et l'additor un peu plus tard.

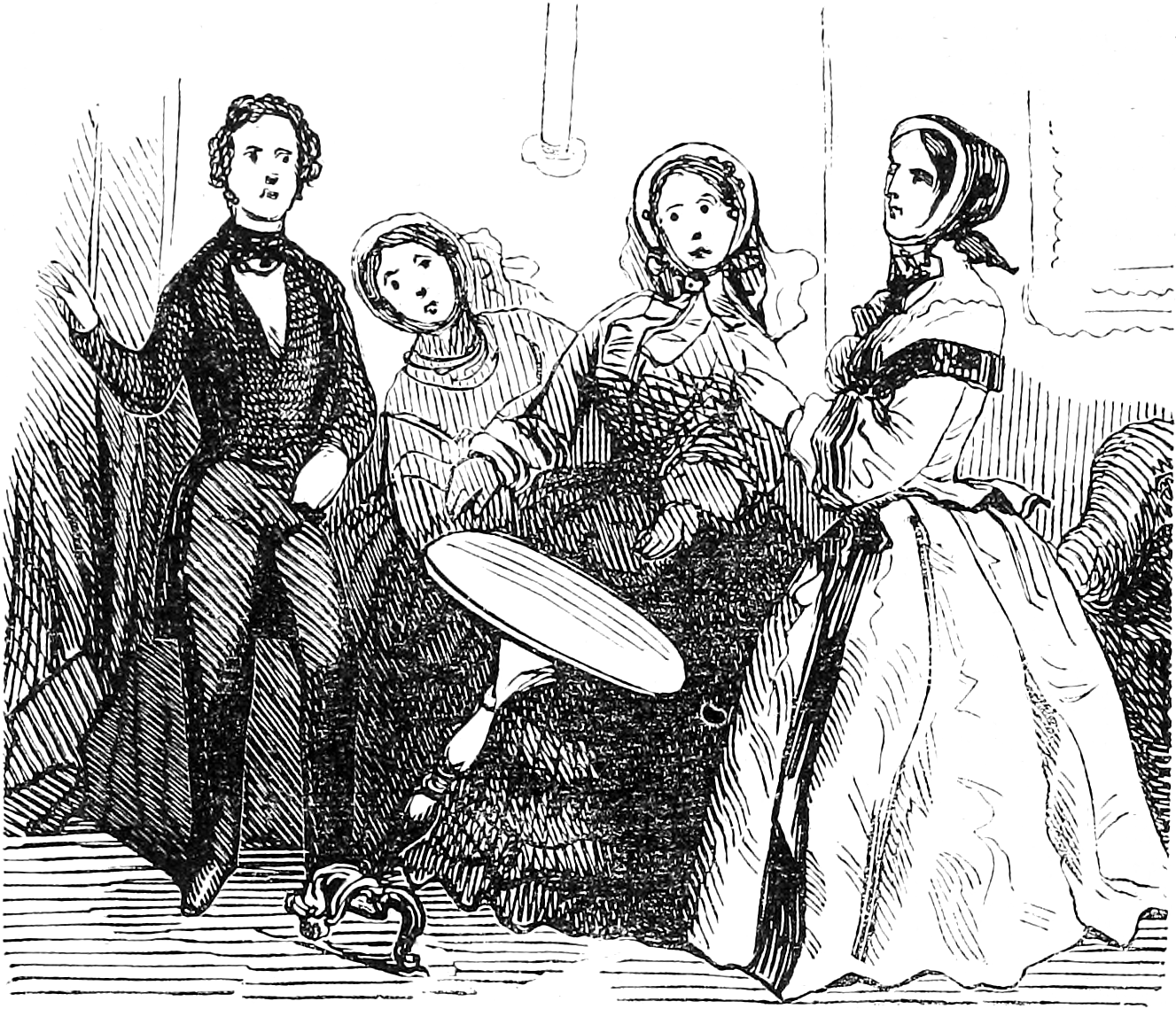
Séance de table tournante au XIXe siècle.

Au tout début, on attachait de l'importance au fait de se toucher les mains avec les petits doigts ou à l'alternance femme/homme dans le cercle, avant de se rendre compte que cela ne servait à rien. Il suffisait plutôt de se mettre autour d'une table, assis ou debout, de poser ses mains à plat dessus et d'attendre patiemment, le phénomène pouvant survenir en quelques minutes ou une demi-heure, voire une heure plus tard. On entendait généralement un craquement dans la table, puis un frémissement, prélude au mouvement circulaire qui s'accélérait de plus en plus, au point que les participants avaient du mal à suivre le mouvement. Une fois le mouvement établi, on pouvait même s'écarter de la table qui continuait à bouger en tous sens, sans contact. Parfois la table se soulevait sur un pied ou sur un autre puis reprenait doucement sa position.
Toujours selon Allan Kardec, les tables tournantes avaient leur « petit caractère ». Certaines étant bienveillantes et polies, s’inclinant sur un pied au début et à la fin de la séance pour saluer les participants, alors que d'autres étaient coléreuses et impatientes, s'exprimant par des coups violents et des mouvements brusques pouvant aller jusqu'à casser la table. Victor Hugo note que la table qu’il utilise lors de ses séances spirites à Jersey, curieusement, ne supporte pas la position en losange des participants.

## Croyance
Selon Allan Kardec et la théorie qu'il aurait reçu d'esprits supérieurs, notamment de l'esprit de Saint Louis, « un esprit désincarné arriverait parfois à combiner une quantité de fluide universel avec le fluide vital particulier du médium. Cette combinaison aurait pour effet d'animaliser la table, lui donnant une vie factice temporaire et celle-ci, dès lors, obéirait à la volonté de l'Esprit ».
Cette théorie n'a pas de fondement scientifique.

## Histoire

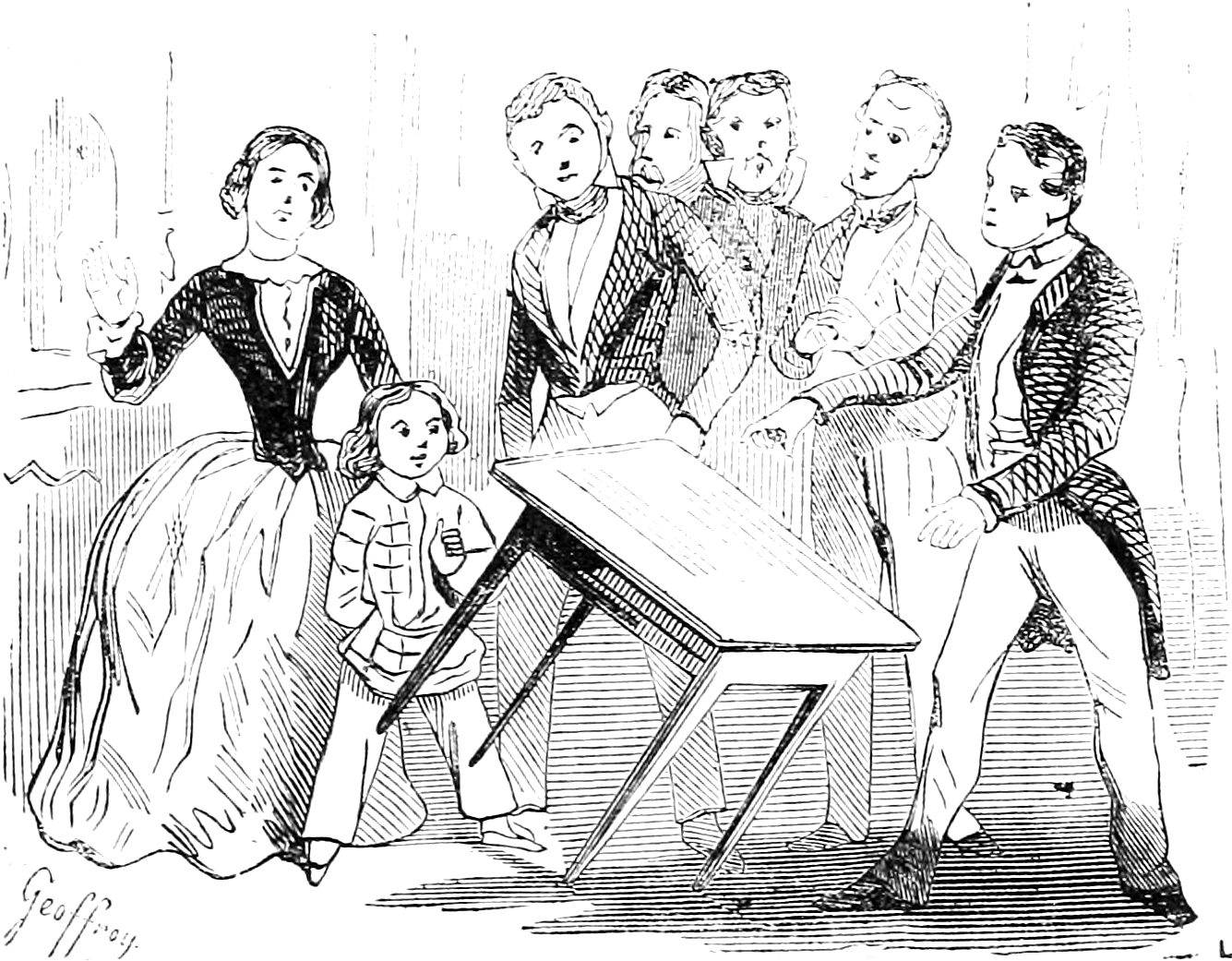
Séance de « Tables Tournantes » au XIXe siècle.

Dans l'Antiquité, les « mensalegaortition divinatoriae »  sont des tables utilisées pour la divination. Ammien Marcellin décrit ainsi une table avec une dalle, gravée avec les lettres de l'alphabet, au-dessus de laquelle est suspendu à un fil un anneau se balançant sur certaines lettres.
La pratique de la table tournante moderne s'inscrit dans le courant du spiritualisme moderne anglo-saxon . Le procédé de « table moving » ou « danse des tables » naît dans l'ouest de l'État de New York en 1848 et se généralise aux États-Unis au début des années 1850, avant de traverser l'Atlantique pour atteindre l'Europe en mars 1853.
Alors que la mode des « tables tournantes » culmine en Europe pendant l'hiver 1853 puis décline progressivement, cette pratique s'enracine en France où le mesmérisme, le swendenborgisme et le fouriérisme ont déjà largement préparé le terrain au spiritisme. La table tournante est ainsi devenu un des premiers américanismes de la culture française. Tous les salons de la bonne société du Second Empire discutent du sujet et tentent des expériences paranormales de ce qui devient une des premières modes universelles favorisée par l'attrait de la nouveauté. Gérard de Nerval, Edgar Allan Poe ou Victor Hugo durant son exil de Jersey en sont des fervents adeptes. Les scientifiques étudient dès les origines le phénomène, tel Michael Faraday,,. Une commission charge le chimiste Michel-Eugène Chevreul d'étudier scientifiquement le phénomène mais son rapport, remis à l'Académie des Sciences en 1854, n'est pas publié. Lorsque l'expérience de physique amusante des tables tournantes passe à celui des tables parlantes, les scientifiques laissent le phénomène prospérer, bien que l'Église condamne la pratique. En 1855, un savant genevois Marc Thury s'interroge sur la question, mène des recherches qu'il publie dans un livre sur les tables tournantes considérées du point de vue de la physique générale. Cependant, Allan Kardec considérait, dès 1858, ce phénomène comme obsolète.

## De nos jours
La pratique des Tables Tournantes, tombées rapidement en désuétude, est très rare, les médiums spirites actuels préférant l'utilisation de la psychographie beaucoup plus commode,.
Elle n'a cependant pas totalement disparu et fait parfois le sujet d'études dans un cadre scientifique rigoureusement contrôlé, comme celui auquel la chercheuse Sylvie Déthiollaz, Docteure en biologie moléculaire de l'Institut Suisse des Sciences Noétiques, a participé récemment en compagnie de six autres scientifiques. Une médium, assistée par un esprit désincarné, aurait fait déplacer à travers la pièce des tables plutôt massives, achetées la veille par l'équipe scientifique. Mais ce type d'étude reste plutôt rare aujourd'hui.

## Mise en garde et critiques
La pratique est déconseillée par la médium Patricia Darré.

## Dans la culture

### Chanson
- La Queue du chat, de Robert Marcy (auteur, compositeur), interprété par Les Frères Jacques

### Au théâtre
- 2019 : Muriel Malguy (dramaturgie), Mirabelle Rousseau (mise en scène), Les Tables tournantes, théâtre Antoine Vitez - scène d’Ivry[29]